# 스윙바이

보이저 2호의 중력도움 궤적

스윙바이(영어: swingby) 또는 중력 도움이란 우주 탐사선의 항법 중 하나로 (슬링샷 혹은 그래비티-어시스트 라고도 한다) 행성이나 다른 천체의 중력을 이용하여 우주 탐사선의 궤도를 조정하고 속도를 내는 방법이다. 즉 우주선이 목성 같은 중력이 큰 행성의 궤도를 지날 때 행성의 중력에 끌려 들어가다 '바깥으로 튕겨져 나가듯' 속력을 얻는 것을 말한다(중력에 의한 탄성 충돌). 다른 행성으로 가는 제일 안정적인 방법이었던 호만 궤도보다 더 발전된 형태인데, 호만 궤도보다 더 빠른 시간에 목적지에 도착할 수 있다. 다른 말로 '플라이바이(영어: flyby)' 라고도 한다. 주로 사용되는 추진제의 양와 비용을 줄이기 위해 사용된다.

## 역사
1970년대 초반까지는 우주선의 자체 추진력에만 의존해 목성 이상을 탐사할 수 없었으나, 스윙바이 덕에 보이저 호는 목성을 넘어 해왕성까지 탐사할 수 있었다. 스윙바이를 활용해 처음으로 토성에 다다른 탐사선은 1973년 발사된 파이어니어 11호다. 현재에 들어서는 거의 모든 탐사선이 스윙 바이를 이용하여 다른 행성 궤도에 진입하는 방법을 이용하고 있고, 연료를 별로 사용하지 않고도 비교적 빠른 시일 내에 목적지에 도착할 수 있기 때문에 경제적으로나 시간적으로나 대부분 스윙바이 항법을 선택한다.

## 탐사선에서의 활용

### 루나 3호(Luna 3)
1959년, 스윙바이는 루나 3호가 달의 뒷면을 촬영할 때 처음 사용되었다.

### 파이오니어 10호
파이오니어 10호는 1972년 발사된 미국의 우주 탐사체이다. 1972년 3월 2일 미국 플로리다에서 발사되었다. 파이오니어 10호는 태양계를 벗어나기 위해 필요한 탈출속도에 도달한 최초의 우주 탐사체이다. 태양계의 탈출속도에 도달할 때 스윙바이 항법을 사용했다.

### 파이오니어 11호
파이오니어 11호는 1973년 소행성대의 면밀한 관찰 및 목성의 환경 탐사를 위해 미국에서 발사한 우주 탐사체이다. 소행성대를 지나 목성의 위성들의 사진을 약 200장 이상 촬영한 뒤, 목성의 강력한 중력장를 바탕으로 스윙바위를 통해 토성으로 항로를 조정했다.

## 방법
스윙바이는 어떤 천체의 중력 에너지를 운동 에너지로 전환 시키는 것이다.

## 장점
스윙바이는 행성을 이용해 방향을 바꿀 수 있을 뿐만 아니라 필요에 따라 가속할 수도 있고 감속할 수도 있다.

## 단점
스윙바이를 하다가 탐사선이 행성의 중력으로 행성에 빨려들어가 충돌할 수 있다. 그렇지만 요즘은 철저한 계산으로 거의 행성에 빨려 들어가지 않고 행성으로 빨려들어갈 위기에 처해도 충분히 빠져나갈 수 있다.

## 원리
스윙바이의 공식은 탄성 충돌의 공식에서 파생됐다.
운동량과 운동 에너지는 충돌 전, 후 보존된다(운동량 보존 법칙).
질량을 {\displaystyle m_{1}}, {\displaystyle m_{2}}라고 하고, 충돌 전 속도를 {\displaystyle u_{1}}, {\displaystyle u_{2}}, 충돌 후 속도를 {\displaystyle v_{1}}, {\displaystyle v_{2}}라고 하면 충돌 전과 후의 운동량은 아래 식으로 표현될 수 있다.
{\displaystyle m_{1}u_{1}+m_{2}u_{2}=m_{1}v_{1}+m_{2}v_{2}}
운동 에너지는 아래 식으로 표현된다.
{\displaystyle {\frac {1}{2}}m_{1}u_{1}^{2}+{\frac {1}{2}}m_{2}u_{2}^{2}={\frac {1}{2}}m_{1}v_{1}^{2}+{\frac {1}{2}}m_{2}v_{2}^{2}}
{\displaystyle u_{1}}와 {\displaystyle u_{2}}를 알 때, 위 두 등식을 연립하여  {\displaystyle v_{1}}와 {\displaystyle v_{2}}를 구할 수 있다.
{\displaystyle v_{1}={\frac {m_{1}-m_{2}}{m_{1}+m_{2}}}u_{1}+{\frac {2m_{2}}{m_{1}+m_{2}}}u_{2}}
{\displaystyle v_{2}={\frac {2m_{1}}{m_{1}+m_{2}}}u_{1}+{\frac {m_{2}-m_{1}}{m_{1}+m_{2}}}u_{2}}
우주선이 행성을 스쳐 지나갈 때에 적용하면, 우주선의 질량을 {\displaystyle m_{1}}, 행성의 질량을 {\displaystyle m_{2}}라고 할 때,  우주선의 질량({\displaystyle m_{1}})은 행성의 질량({\displaystyle m_{2}})에 비교하면 무시할 수 있을 정도로 작다. ({\displaystyle m_{1}\ll m_{2}})
그러므로
{\displaystyle v_{1}\approx -u_{1}+2u_{2}}
{\displaystyle v_{2}\approx u_{2}}

## 가능한 예
정지해 있는 행성에 탐사선이 접근하는 상황을 가정해 보자. 탐사선의 속도는 행성의 중력에 의해서 끌려가기 때문에 점점 빨라진다. 그러다가 행성과 가장 근접한 지점에서 속도가 최대가 되고, 그 후로는 반대로 행성에서 멀어지면서 중력에 의해 끌어당겨져 감속이 되기 때문에 결국 원래의 속도가 될 것이다. 그러나 실제로 행성은 궤도운동을 하고 있기 때문에 탐사선과 행성이 접근하는 시간은 길고, 멀어지는 시간은 짧도록 궤도를 형성할 수 있다. 즉, 행성에 가까워지면서 가속되는 시간은 길고, 멀어지면서 감속되는 시간은 짧아지기 때문에, 연료를 하나도 쓰지 않아도 원래 속도보다 더 빠른 속도를 얻을 수 있다. 이 상태로 행성의 인력권을 벗어나게 되면 우주 공간은 진공이라 마찰이 작용하지 않기 때문에 스윙바이를 통해 얻은 속력을 다른 인력체에 영향을 받지 않는 이상, 그대로 유지할 수 있다.

## 같이 보기
- 3753 크뤼트네
- 저에너지 전이
- 다체 문제
- STEREO